# スコット・スミス (小説家)
スコット・スミス（Scott Bechtel Smith、1965年7月13日 - ）は、アメリカ合衆国の作家、脚本家。スコット・B・スミスとも表記される。

## 来歴
ニュージャージー州に生まれ、幼少期にオハイオ州トレドへ引っ越し同地で育つ。ダートマス大学で学び、コロンビア大学大学院を修了。
スティーヴン・キングに「本年のベスト・サスペンス作品」と称賛された処女作『シンプル・プラン』は、1998年にサム・ライミ監督で同名タイトルで映画化された。また、第2作『ルインズ―廃墟の奥へ』もキングに「今世紀最高のホラー小説」と激賞され、2008年に「パラサイト・バイティング 食人草」のタイトルで映画化された。2作とも自身が脚本家として製作に携わった。
2022年、脚本家および製作総指揮として加わったAmazon Prime Videoのドラマシリーズ『ペリフェラル ～接続された未来～』が公開された。

## 著作
| # | 邦題                | 原題          | 刊行年 | 刊行年月  | 訳者     | 出版社 |
| - | ------------------- | ------------- | ------ | --------- | -------- | ------ |
| 1 | シンプル・プラン    | A Simple Plan | 1993年 | 1994年2月 | 近藤純夫 | 扶桑社 |
| 2 | ルインズ 廃墟の奥へ | The Ruins     | 2006年 | 2008年2月 | 近藤純夫 | 扶桑社 |